# Phản ứng Quellung
Phản ứng Quellung hay còn gọi là Phản ứng Neufeld, là một phản ứng hóa sinh, trong đó các kháng thể liên kết với vỏ vi khuẩn của Streptococcus pneumoniae, Klebsiella pneumoniae, Neisseria meningitidis, Bacillus anthracis, Haemophilus influenzae, Escherichia coli, và Salmonella. Phản ứng tạo kháng thể cho phép nhìn thấy các chủng dưới kính hiển vi. Nếu phản ứng dương tính vỏ trở nên mờ đục và có thể to ra.

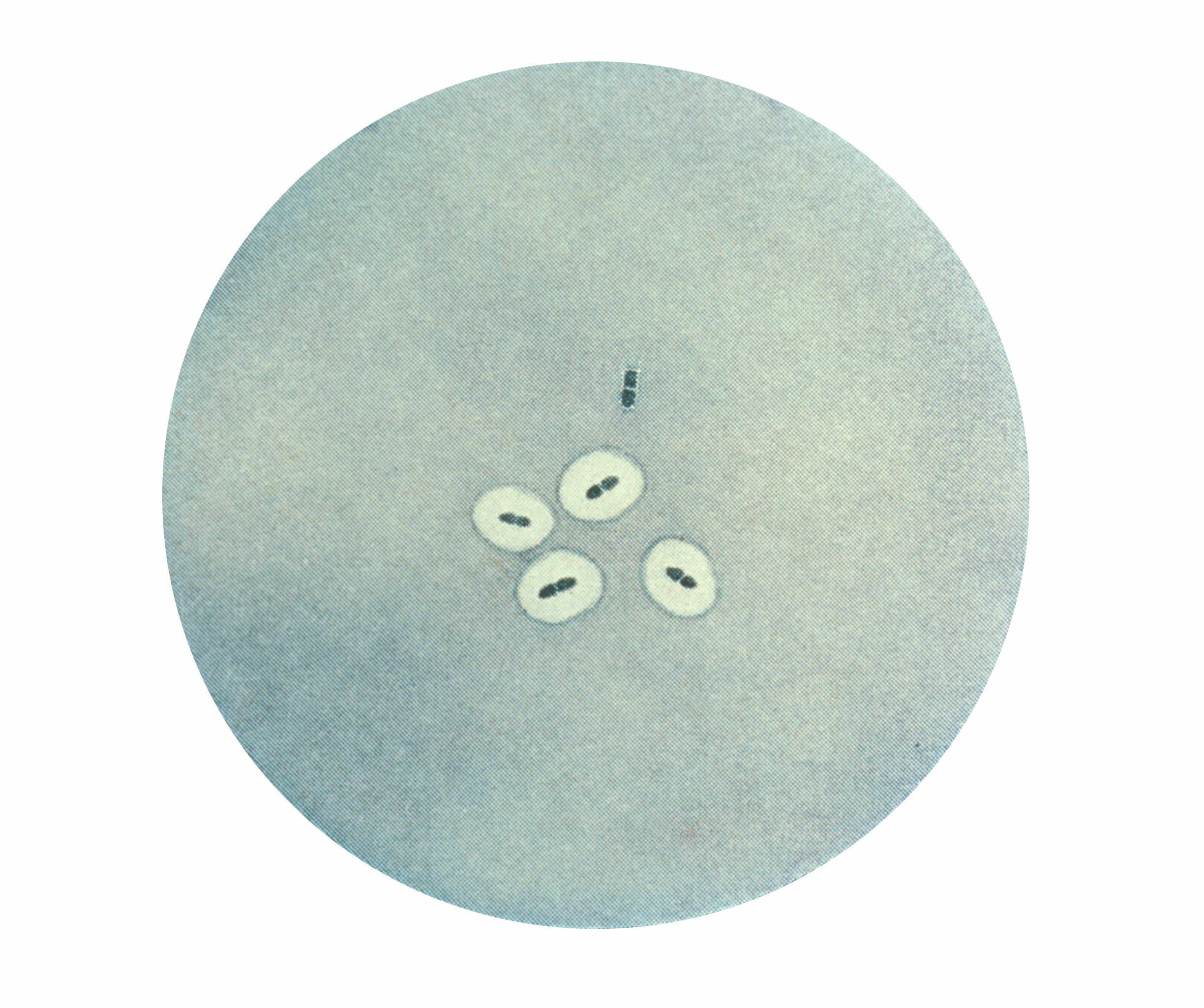
Hình ảnh chụp dưới kinh hiển vi vi khuẩn Streptococcus pneumoniae cho thấy hình ảnh phình vỏ sau khi thực hiện phản ứng Quellung. Chú ý, 2 phế cầu ở phía trên bức hình không có vỏ.

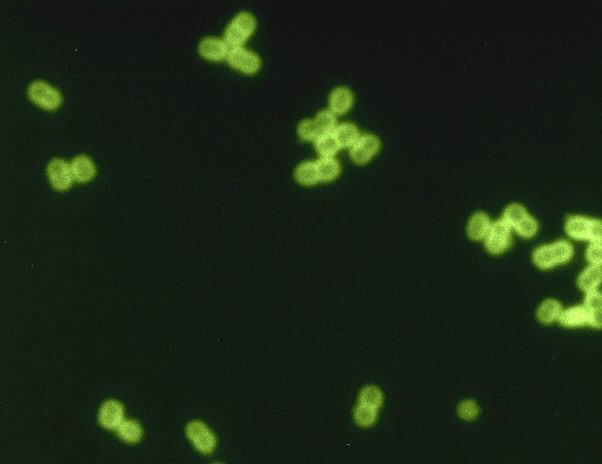
Streptococcus pneumoniae

Quellung từ tiếng Đức có nghĩa là phồng rộp. Đây là từ mô tả hình ảnh vỏ phế cầu khuẩn hoặc các vỏ vi khuẩn khác dưới kính hiển vi sau khi kháng nguyên polysaccharide của chúng kết hợp với một kháng thể cụ thể. Thường thì kháng thể được lấy từ huyết thanh của động vật thí nghiệm đã được tiêm chủng. Khi kháng thể kháng vỏ kết hợp với vỏ vi khuẩn, lớp vỏ vi khuẩn phình to lên do sức căng bề mặt và có thể quan sát bằng phương pháp nhuộm vỏ.

## Mô tả và kết quả

### Mô tả
Nhà khoa học Fred Neufeld mô tả phản ứng Quellung lần đầu tiên vào năm 1902. Lúc này, phản ứng Quellung chỉ áp dụng cho Streptococcus pneumoniae, ở mức độ vi mô thì thấy phình vỏ, ở mức độ vĩ mô thì thấy hiện tượng ngưng kết (có thể nhìn thấy bằng mắt thường).

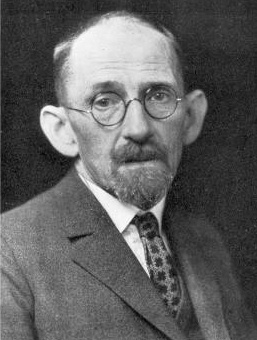
Fred Neufeld, bác sĩ và nhà vi khuẩn học người Đức (1869-1945)

### Kết quả
Phản ứng Quellung dương tính khi vỏ vi khuẩn xuất hiện quầng (halo) rõ ràng. Phản ứng Quellung âm tính khi không thấy quầng rõ ràng quanh tế bào vi khuẩn.
Chú ý: Streptococcus pneumoniae có vỏ thì kết quả là dương tính. Nếu chủng không có vỏ bọc thì kết quả âm tính.

## Xét nghiệm y học
Phản ứng Quellung dương tính xảy ra khi kháng thể đặc hiệu loài (type-specific antiserum) gắn với thành phần polysaccharide của vỏ phế cầu, gây nên sự thay đổi chỉ số khúc xạ của vỏ khi ánh sáng chiếu vào mà ta nhìn thấy dễ dàng dưới dạng phình vỏ.

## Sử dụng
Phản ứng Quellung đã được sử dụng để xác định 93 type huyết thanh vỏ đã biết của Streptococcus pneumoniae. Phương pháp này không còn được phổ biến và bị các phương pháp hiện đại khác thay thế như phương pháp ngưng kết hạt latex và kỹ thuật sinh học phân tử như phản ứng chuỗi polymerase (PCR), giúp phát hiện DNA. Cho đến năm 2021 đã phát hiện 100 type huyết thanh vỏ.